# 2017-es magyar férfi kosárlabdakupa
A 2017-es magyar férfi kosárlabdakupa (hivatalosan Zsíros Tibor Magyar Kupa döntő) a 60. magyar férfi kosárlabdakupa, a második számú magyar férfi kosárlabdatorna. A Magyar Kosárlabdázók Országos Szövetsége írja ki, 8 csapat részvételével bonyolítja le. Semleges helyszínen, a győri Audi Arénában rendezték, egy háromnapos döntő keretében.

## Részt vevő csapatok
A versenykiírás alapján a részt vevő 8 csapat a bajnokság alapszakaszának 13. fordulója után az első 8 helyen álló csapat:
- Alba Fehérvár
- Egis Körmend
- Zalakerámia ZTE KK
- Falco KC Szombathely
- PVSK-Pannonpower
- Kaposvári KK
- Szolnoki Olaj KK
- Naturtex-SZTE-Szedeák

## Sorsolás
A sorsolásra 2017. január 17-én került sor. A sorsolás rendszere: vaksorsolás.

## Mérkőzések
|  |                       |                       |                   |                   |    |                       |                       |                   |                   |                   |               |       |       |
|  | Negyeddöntők          | Negyeddöntők          | Negyeddöntők      |                   |    | Elődöntők             | Elődöntők             | Elődöntők         |                   |                   | Döntő         | Döntő | Döntő |
|  | Negyeddöntők          | Negyeddöntők          | Negyeddöntők      |                   |    | Elődöntők             | Elődöntők             | Elődöntők         |                   |                   | Döntő         | Döntő | Döntő |
|  | február 16. 18.00     |                       |                   |                   |    |                       |                       |                   |                   |                   |               |       |       |
|  |                       |                       |                   |                   |    |                       |                       |                   |                   |                   |               |       |       |
|  | Zalakerámia ZTE KK    | Zalakerámia ZTE KK    | 73                |                   |    |                       |                       |                   |                   |                   |               |       |       |
|  | Zalakerámia ZTE KK    | Zalakerámia ZTE KK    | 73                | február 17. 19.00 |    |                       |                       |                   |                   |                   |               |       |       |
|  | Alba Fehérvár         | Alba Fehérvár         | 98                |                   |    |                       |                       |                   |                   |                   |               |       |       |
|  | Alba Fehérvár         | Alba Fehérvár         | 98                |                   |    | Alba Fehérvár         | Alba Fehérvár         | 91                |                   |                   |               |       |       |
|  | február 16. 20.30     |                       |                   |                   |    | Alba Fehérvár         | Alba Fehérvár         | 91                |                   |                   |               |       |       |
|  |                       |                       | Egis Körmend      | Egis Körmend      | 68 |                       |                       |                   |                   |                   |               |       |       |
|  | Falco KC Szombathely  | Falco KC Szombathely  | Egis Körmend      | Egis Körmend      | 68 | 66                    |                       |                   |                   |                   |               |       |       |
|  | Falco KC Szombathely  | Falco KC Szombathely  |                   |                   |    | 66                    | február 18. 20.00     |                   |                   |                   |               |       |       |
|  | Egis Körmend          | Egis Körmend          | 83                |                   |    |                       |                       |                   |                   |                   |               |       |       |
|  | Egis Körmend          | Egis Körmend          | 83                |                   |    | Alba Fehérvár         | Alba Fehérvár         | 59                |                   |                   |               |       |       |
|  | február 16. 13.00     |                       |                   |                   |    | Alba Fehérvár         | Alba Fehérvár         | 59                |                   |                   |               |       |       |
|  |                       |                       | Szolnoki Olaj KK  | Szolnoki Olaj KK  | 58 |                       |                       |                   |                   |                   |               |       |       |
|  | Naturtex-SZTE-Szedeák | Naturtex-SZTE-Szedeák | Szolnoki Olaj KK  | Szolnoki Olaj KK  | 58 | 81                    |                       |                   |                   |                   |               |       |       |
|  | Naturtex-SZTE-Szedeák | Naturtex-SZTE-Szedeák | február 17. 16.30 |                   |    | 81                    |                       |                   |                   |                   |               |       |       |
|  | PVSK-Pannonpower      | PVSK-Pannonpower      | 74                |                   |    |                       |                       |                   |                   |                   |               |       |       |
|  | PVSK-Pannonpower      | PVSK-Pannonpower      | 74                |                   |    | Naturtex-SZTE-Szedeák | Naturtex-SZTE-Szedeák | 58                | Bronzmérkőzés     | Bronzmérkőzés     | Bronzmérkőzés |       |       |
|  | február 16. 15.30     |                       |                   |                   |    | Naturtex-SZTE-Szedeák | Naturtex-SZTE-Szedeák | 58                | Bronzmérkőzés     | Bronzmérkőzés     | Bronzmérkőzés |       |       |
|  |                       |                       | Szolnoki Olaj KK  | Szolnoki Olaj KK  | 71 |                       |                       | február 18. 17.30 | február 18. 17.30 | február 18. 17.30 |               |       |       |
|  | Szolnoki Olaj KK      | Szolnoki Olaj KK      | Szolnoki Olaj KK  | Szolnoki Olaj KK  | 71 | 93                    |                       | február 18. 17.30 | február 18. 17.30 | február 18. 17.30 |               |       |       |
|  | Szolnoki Olaj KK      | Szolnoki Olaj KK      |                   |                   |    |                       |                       | Egis Körmend      | Egis Körmend      | 66                |               |       |       |
|  | Kaposvári KK          | Kaposvári KK          | 79                |                   |    |                       |                       | Egis Körmend      | Egis Körmend      | 66                |               |       |       |
|  | Kaposvári KK          | Kaposvári KK          | 79                |                   |    | Naturtex-SZTE-Szedeák | Naturtex-SZTE-Szedeák | 72                |                   |                   |               |       |       |
|  |                       |                       |                   |                   |    | Naturtex-SZTE-Szedeák | Naturtex-SZTE-Szedeák | 72                |                   |                   |               |       |       |

### Negyeddöntők
| 2017. február 16. 13.00 | Naturtex-SZTE-Szedeák                    | 81–74     | PVSK-Pannonpower            | Audi Aréna, Győr Nézőszám: 100 Játékvezetők: Győrffy Pál, Török Róbert, Szabó Gergő |
| 2017. február 16. 13.00 | (18–21, 15–16, 19–11, 29–26) Jegyzőkönyv |           |                             | Audi Aréna, Győr Nézőszám: 100 Játékvezetők: Győrffy Pál, Török Róbert, Szabó Gergő |
| 2017. február 16. 13.00 | I. Lilov 26/15                           | Pont      | C. Smith 24/9               | Audi Aréna, Győr Nézőszám: 100 Játékvezetők: Győrffy Pál, Török Róbert, Szabó Gergő |
| 2017. február 16. 13.00 | M. Boltić ill. Juhos L. 8                | Lepattanó | A. Nelson 7                 | Audi Aréna, Győr Nézőszám: 100 Játékvezetők: Győrffy Pál, Török Róbert, Szabó Gergő |
| 2017. február 16. 13.00 | M. Boltić 7                              | Gólpassz  | V. Budimir ill. Halász Á. 4 | Audi Aréna, Győr Nézőszám: 100 Játékvezetők: Győrffy Pál, Török Róbert, Szabó Gergő |

| 2017. február 16. 15.30 | Szolnoki Olaj KK                               | 93–79 (h. u.) | Kaposvári KK    | Audi Aréna, Győr Nézőszám: 300 Játékvezetők: Földházi Tamás, Benczur Tamás, Hegedüs Tibor |
| 2017. február 16. 15.30 | (23–18, 21–17, 21–26, 13–17, 15–1) Jegyzőkönyv |               |                 | Audi Aréna, Győr Nézőszám: 300 Játékvezetők: Földházi Tamás, Benczur Tamás, Hegedüs Tibor |
| 2017. február 16. 15.30 | L. Andrić 29                                   | Pont          | W. Frazier 19/9 | Audi Aréna, Győr Nézőszám: 300 Játékvezetők: Földházi Tamás, Benczur Tamás, Hegedüs Tibor |
| 2017. február 16. 15.30 | L. Andrić 13                                   | Lepattanó     | M. Cooke 10     | Audi Aréna, Győr Nézőszám: 300 Játékvezetők: Földházi Tamás, Benczur Tamás, Hegedüs Tibor |
| 2017. február 16. 15.30 | Vojvoda D. 7                                   | Gólpassz      | J. Wisseh 10    | Audi Aréna, Győr Nézőszám: 300 Játékvezetők: Földházi Tamás, Benczur Tamás, Hegedüs Tibor |

| 2017. február 16. 18.00 | Zalakerámia ZTE KK                       | 73–98     | Alba Fehérvár               | Audi Aréna, Győr Nézőszám: 400 Játékvezetők: Pálla Zoltán, Papp Péter, Ádám József |
| 2017. február 16. 18.00 | (23–22, 10–22, 23–31, 17–23) Jegyzőkönyv |           |                             | Audi Aréna, Győr Nézőszám: 400 Játékvezetők: Pálla Zoltán, Papp Péter, Ádám József |
| 2017. február 16. 18.00 | J. Norfleet ill. Benke Sz. 14            | Pont      | J. Edwards 16               | Audi Aréna, Győr Nézőszám: 400 Játékvezetők: Pálla Zoltán, Papp Péter, Ádám József |
| 2017. február 16. 18.00 | Benke Sz. 7                              | Lepattanó | Lóránt P. ill. W. Shepard 7 | Audi Aréna, Győr Nézőszám: 400 Játékvezetők: Pálla Zoltán, Papp Péter, Ádám József |
| 2017. február 16. 18.00 | E. Ubilla 7                              | Gólpassz  | W. Shepard 7                | Audi Aréna, Győr Nézőszám: 400 Játékvezetők: Pálla Zoltán, Papp Péter, Ádám József |

| 2017. február 16. 20.30 | Falco-Vulcano KC Szombathely            | 66–83     | Egis Körmend             | Audi Aréna, Győr Nézőszám: 1500 Játékvezetők: Cziffra Csaba, Kapitány Gellért, Farkas Gábor |
| 2017. február 16. 20.30 | (8–17, 16–21, 21–19, 21–26) Jegyzőkönyv |           |                          | Audi Aréna, Győr Nézőszám: 1500 Játékvezetők: Cziffra Csaba, Kapitány Gellért, Farkas Gábor |
| 2017. február 16. 20.30 | D. Govens 23                            | Pont      | L. Smith 18              | Audi Aréna, Győr Nézőszám: 1500 Játékvezetők: Cziffra Csaba, Kapitány Gellért, Farkas Gábor |
| 2017. február 16. 20.30 | D. Govens 9                             | Lepattanó | P. Petty 11              | Audi Aréna, Győr Nézőszám: 1500 Játékvezetők: Cziffra Csaba, Kapitány Gellért, Farkas Gábor |
| 2017. február 16. 20.30 | D. Govens 6                             | Gólpassz  | P. Petty ill. S. Gibbs 5 | Audi Aréna, Győr Nézőszám: 1500 Játékvezetők: Cziffra Csaba, Kapitány Gellért, Farkas Gábor |

### Elődöntők
| 2017. február 17. 16:30 | Naturtex-SZTE-Szedeák                 | 58–71     | Szolnoki Olaj KK                 | Audi Aréna, Győr Nézőszám: 600 Játékvezetők: Pálla Zoltán, Papp Péter, Tőzsér Dénes |
| 2017. február 17. 16:30 | (18–27, 9–24, 22–5, 9–15) Jegyzőkönyv |           |                                  | Audi Aréna, Győr Nézőszám: 600 Játékvezetők: Pálla Zoltán, Papp Péter, Tőzsér Dénes |
| 2017. február 17. 16:30 | A. Ćirić 17/3                         | Pont      | Vojvoda D. 20/9                  | Audi Aréna, Győr Nézőszám: 600 Játékvezetők: Pálla Zoltán, Papp Péter, Tőzsér Dénes |
| 2017. február 17. 16:30 | Juhos L. ill. N. Šulović 6            | Lepattanó | Eilingsfeld J. ill. T. Barnies 8 | Audi Aréna, Győr Nézőszám: 600 Játékvezetők: Pálla Zoltán, Papp Péter, Tőzsér Dénes |
| 2017. február 17. 16:30 | M. Boltić 6                           | Gólpassz  | Vojvoda D. 4                     | Audi Aréna, Győr Nézőszám: 600 Játékvezetők: Pálla Zoltán, Papp Péter, Tőzsér Dénes |

| 2017. február 17. 19:00 | Alba Fehérvár                            | 91–68     | Egis Körmend   | Audi Aréna, Győr Nézőszám: 2000 Játékvezetők: Földházi Tamás, Frányó Péter, Söjtöry Tamás |
| 2017. február 17. 19:00 | (25–22, 14–12, 26–19, 26–15) Jegyzőkönyv |           |                | Audi Aréna, Győr Nézőszám: 2000 Játékvezetők: Földházi Tamás, Frányó Péter, Söjtöry Tamás |
| 2017. február 17. 19:00 | Lóránt P. 16/3                           | Pont      | P. Petty 22/12 | Audi Aréna, Győr Nézőszám: 2000 Játékvezetők: Földházi Tamás, Frányó Péter, Söjtöry Tamás |
| 2017. február 17. 19:00 | J. Edwards 8                             | Lepattanó | Csorvási M. 7  | Audi Aréna, Győr Nézőszám: 2000 Játékvezetők: Földházi Tamás, Frányó Péter, Söjtöry Tamás |
| 2017. február 17. 19:00 | B. Taylor 7                              | Gólpassz  | S. Gibbs 5     | Audi Aréna, Győr Nézőszám: 2000 Játékvezetők: Földházi Tamás, Frányó Péter, Söjtöry Tamás |

### Bronzmérkőzés
| 2017. február 18. 17.30 | Egis Körmend                            | 66–72     | Naturtex-SZTE-Szedeák | Audi Aréna, Győr Nézőszám: 1200 Játékvezetők: Györffy P. A., Jakab L., Boros T. |
| 2017. február 18. 17.30 | (8–20, 22–15, 19–16, 17–21) Jegyzőkönyv |           |                       | Audi Aréna, Győr Nézőszám: 1200 Játékvezetők: Györffy P. A., Jakab L., Boros T. |
| 2017. február 18. 17.30 | P. Petty 20/6                           | Pont      | I. Lilov 23/18        | Audi Aréna, Győr Nézőszám: 1200 Játékvezetők: Györffy P. A., Jakab L., Boros T. |
| 2017. február 18. 17.30 | Csorvási M. 11                          | Lepattanó | Juhos L. 10           | Audi Aréna, Győr Nézőszám: 1200 Játékvezetők: Györffy P. A., Jakab L., Boros T. |
| 2017. február 18. 17.30 | P. Petty 6                              | Gólpassz  | N. Šulović 6          | Audi Aréna, Győr Nézőszám: 1200 Játékvezetők: Györffy P. A., Jakab L., Boros T. |

### Döntő
| 2017. február 18. 20.00 | Alba Fehérvár                            | 59–58     | Szolnoki Olaj KK              | Audi Aréna, Győr Nézőszám: 2000 Játékvezetők: Cziffra Csaba, Kapitány Gellért, Benczur Tamás |
| 2017. február 18. 20.00 | (14–18, 21–14, 13–14, 11–12) Jegyzőkönyv |           |                               | Audi Aréna, Győr Nézőszám: 2000 Játékvezetők: Cziffra Csaba, Kapitány Gellért, Benczur Tamás |
| 2017. február 18. 20.00 | J. Edwards 12/6 ill. W. Sheppard 12      | Pont      | N. Pavličević 15/9            | Audi Aréna, Győr Nézőszám: 2000 Játékvezetők: Cziffra Csaba, Kapitány Gellért, Benczur Tamás |
| 2017. február 18. 20.00 | Lóránt P. 11                             | Lepattanó | M. Borisov 9                  | Audi Aréna, Győr Nézőszám: 2000 Játékvezetők: Cziffra Csaba, Kapitány Gellért, Benczur Tamás |
| 2017. február 18. 20.00 | J. Edwards ill. W. Sheppard 4            | Gólpassz  | Vojvoda D. ill. Wittmann K. 2 | Audi Aréna, Győr Nézőszám: 2000 Játékvezetők: Cziffra Csaba, Kapitány Gellért, Benczur Tamás |

## Hepp-kupa

### Elődöntők
- Tehetséges Fiatalok Budapest - Nyíregyháza Blue Sharks 80-73 (19-29, 18-14, 17-17, 26-13)[11]
- Vasas II. - OSE Lions 66-64 (10-15, 24-25, 13-19, 19-5)[12]

### 3. helyért
- OSE Lions - Nyíregyháza Blue Sharks  65-94 (12-21, 10-25, 22-26, 21-22)[13]

### Döntő
- Vasas II. - Tehetséges Fiatalok Budapest 62-73 (18-13, 9-19, 18-28, 17-13)[14]